# محمد الصديق بن يحيى
محمد الصديق بن يحيى (1932 - 1982) سياسي ووزير خارجية جزائري، ولد في 30 يناير 1932 بجيجل الواقعة شرق الجزائر، زاول دراسته واستطاع الحصول على شهادة الليسانس في الحقوق بجامعة الجزائر.
شارك في تأسيس الاتحاد العام للطلبة المسلمين الجزائريين سنة 1955 مع كل من أحمد طالب الإبراهيمي ولامين خان. كان من المنظمين لإضراب الطلبة الجزائريين عن الدراسة والتحاقهم بصفوف جبهة التحرير الوطني يوم 19 مايو 1956. مثّل جبهة التحرير الوطني في مؤتمر الشباب المنعقد بباندونغ سنة 1956، عين عضوا في المجلس الوطني للثورة الجزائرية عضوا في الحكومة المؤقتة للجمهورية الجزائرية سنة 1960 عين مديرا للديوان برئاسة الحكومة المؤقتة في عام 1960.
شارك في المفاوضات الجزائرية- الفرنسية 1960 - 1962 ولعب دورا كبيرا في التأثير على مسارها. وقد أعجبت بحنكته الشخصيات الفرنسية المشاركة في المفاوضات حيث لقبته جريدة «باري ماتش» بثعلب الصحراء وذلك لما أظهره من قدرة على الجدل والإقناع. ووصفه رضا مالك بالسياسي المحنك بعد الاستقلال. وزيرا للخارجية عام 1979 وعضو المكتب السياسي لجبهة التحرير الوطني.

## وفاته
نجا محمد بن يحيى من محاولة اغتيال في حادث طائرة في 30 مايو 1981 في باماكو، مالي. وتوفي في في 3 مايو 1982 في حادث تفجير طائرة على بعد 50 كلم من الحدود الفاصلة بين العراق وتركيا حيث كان في مهمة ديبلوماسية لحل الخلاف بين العراق وإيران. واتهم وزير الدفاع الجزائري الأسبق خالد نزار رئيس النظام العراقي السابق صدام حسين بتورطه في إسقاط طائرة وزير الخارجية الجزائري.

## روابط خارجية
- محمد الصديق بن يحيى على موقع مونزينجر (الألمانية)